# 卒業BEST
『卒業BEST』（そつぎょうベスト）は、日本の音楽デュオ・WaTが2016年2月10日にA&M RECORDSから発売した2枚目のベストアルバムである。

## 内容
前作『WaT Collection』から約9年ぶりのベストアルバムにして解散前最後の作品。
今作の発売は2015年12月6日に品川プリンスホテル・ステラボールにて開催された『WaT 10th Anniversary Live 2015』にて発表された。
初回限定盤Aと初回限定盤B、通常盤の3形態で発売された。初回限定盤Aには特典として写真集が、初回限定盤2形態の共通特典として全収録曲のミュージック・ビデオと新録曲「はじまりの時」のメイキング映像を収録したDVDが同梱された。

## 収録曲
1. 卒業TIME
インディーズ1stシングルの表題曲。
2. 僕のキモチ
メジャー1stシングルの表題曲。
3. 5センチ。
メジャー2ndシングルの表題曲。
4. Hava Rava
メジャー3rdシングルの表題曲。
5. Ready Go!
メジャー4thシングルの表題曲。
6. ボクラノLove Story
メジャー5thシングルの表題曲。
7. 夢の途中
両A面によるメジャー6thシングルの表題曲。
8. TOKIMEKI☆DooBeeDoo
両A面によるメジャー6thシングルの表題曲。この楽曲のみe2名義。
9. 時を越えて〜Fantastic World〜
メジャー7thシングルの表題曲。
10. 36℃
メジャー8thシングルの表題曲。
11. 君が僕にKissをした
メジャー9thシングルの表題曲。
12. 24/7〜もう一度〜
メジャー10thシングルの表題曲。
13. はじまりの時
作詞・作曲：WaT
編曲：小松清人
新録曲。
14. Awaking Emotion 8/5
通常盤のみ収録されているボーナストラック。ウエンツ瑛士の1stシングルの表題曲。
15. 君に贈る歌
通常盤のみ収録されているボーナストラック。小池徹平の1stシングルの表題曲。

## 参加ミュージシャン
新録曲以外は割愛。
WaT
- ウエンツ瑛士：Vocal (#13)
- 小池徹平：Vocal & Acoustic Guitar (#13)

Support Musician
- 小松清人：Programming & All Other Instruments (#13)
- 華原大輔：Bass (#13)
- ko-saku：Chorus (#13)